# Phạm Thị Minh Huệ
Phạm Thị Minh Huệ (sinh ngày 2 tháng 3 năm 1984) là nữ Đại biểu Quốc hội nước Cộng hòa xã hội chủ nghĩa Việt Nam. Bà hiện là Phó Bí thư Đảng ủy, Phó Giám đốc Sở Tư pháp tỉnh Sóc Trăng, kiêm Chủ tịch Công đoàn Sở Tư pháp, Đại biểu Quốc hội khóa XV từ Sóc Trăng.
Phạm Thị Minh Huệ là đảng viên Đảng Cộng sản Việt Nam, học vị Cử nhân Luật, Cao cấp lý luận chính trị. Bà có sự nghiệp đều công tác ngành tư pháp ở tỉnh Sóc Trăng.

## Xuất thân và giáo dục
Phạm Thị Minh Huệ sinh ngày 2 tháng 3 năm 1984, quê quán ở xã Thái Phúc, huyện Thái Thụy, tỉnh Thái Bình. Bà lớn lên và tốt nghiệp phổ thông 12/12, theo học đại học ở Thành phố Hồ Chí Minh, tốt nghiệp Cử nhân Luật. Bà được kết nạp Đảng Cộng sản Việt Nam vào ngày 30 tháng 8 năm 2007, trở thành đảng viên chính thức sau đó 1 năm, từng theo học các khóa chính trị ở Học viện Chính trị Quốc gia Hồ Chí Minh và tốt nghiệp Cao cấp lý luận chính trị. Hiện bà thường trú ở Khóm 3, Phường 2, thành phố Sóc Trăng, tỉnh Sóc Trăng.

## Sự nghiệp
Tháng 9 năm 2007, sau khi tốt nghiệp đại học, Phạm Thị Minh Huệ trở về Sóc Trăng, được tuyển dụng công chức vào Ủy ban nhân dân tỉnh Sóc Trăng, bổ nhiệm làm Chuyên viên Trung tâm Trợ giúp pháp lý Nhà nước của Sở Tư pháp tỉnh Sóc Trăng. Sau đó 1 năm, vào tháng 8 năm 2008, bà chuyển sang làm Chuyên viên Phòng Phổ biến, giáo dục pháp luật của Sở Tư pháp, thăng chức Phó Trưởng phòng từ tháng 3 năm 2011, đồng thời là Ủy viên Ban Chấp hành Công đoàn Sở Tư pháp tỉnh Sóc Trăng từ tháng 8 năm 2012. Tháng 1 năm 2013, bà được điều chuyển làm Phó Chánh Văn phòng Sở Tư pháp, kiêm nhiệm là Bí thư Chi đoàn Sở Tư pháp từ tháng 7 năm 2014. Vào tháng 9 năm 2016, bà được bổ nhiệm làm Trưởng phòng Kiểm soát thủ tục hành chính của Sở, đồng thời là Phó Chủ tịch Công đoàn Sở từ tháng 8 năm 2017. Tháng 9 năm 2017, bà chuyển vị trí làm Chánh Văn phòng Sở Tư pháp, là Ủy viên Ban Chấp hành Đảng bộ Sở từ tháng 4 năm 2019. Vào tháng 6 năm 2020, bà là Phó Bí thư Đảng ủy, Chủ nhiệm Ủy ban Kiểm tra Đảng ủy, Bí thư Chi bộ 1 của Sở, kiêm nhiệm Chủ tịch Công đoàn Sở từ tháng 8 năm 2020. Sang tháng 3 năm 2021, bà được bổ nhiệm làm Phó Giám đốc Sở Tư pháp tỉnh Sóc Trăng, kiêm nhiệm Chủ tịch Công đoàn Sở.
Năm 2021, Phạm Thị Minh Huệ được Ủy ban Mặt trận Tổ quốc Việt Nam tỉnh giới thiệu tham gia ứng cử đại biểu Quốc hội từ Sóc Trăng, thuộc đơn vị bầu cử số 1 gồm thành phố Sóc Trăng, huyện Châu Thành, Kế Sách, Long Phú, Cù Lao Dung, rồi trúng cử Đại biểu Quốc hội khóa XV với tỷ lệ 51,53%.